# Nuevitas
Nuevitas est une ville de la province de Camagüey, à Cuba. Sa population s'élevait à 38 995 habitants en 2002.

## Géographie

### Situation
Nuevitas est située sur la péninsule de Guincho, dans la baie de Nuevitas, sur la côte nord de Cuba, à 75 km est-nord-est de Camagüey et 608 km sud-est de La Havane.
La municipalité inclut le cayo Sabinal (en) et le cayo Guajaba (en), qui sont les derniers cayos à l'est de l'archipel des Jardines del Rey, ce dernier étant lui-même la partie orientale de l'archipel Sabana-Camagüey.

### Municipalités voisines

Municipalité de Nuevitas dans la province de Las Tunas (la municipalité inclut seulement cayo Sabinal (en) et cayo Guajaba (en), les deux plus à l'est en rouge[1])

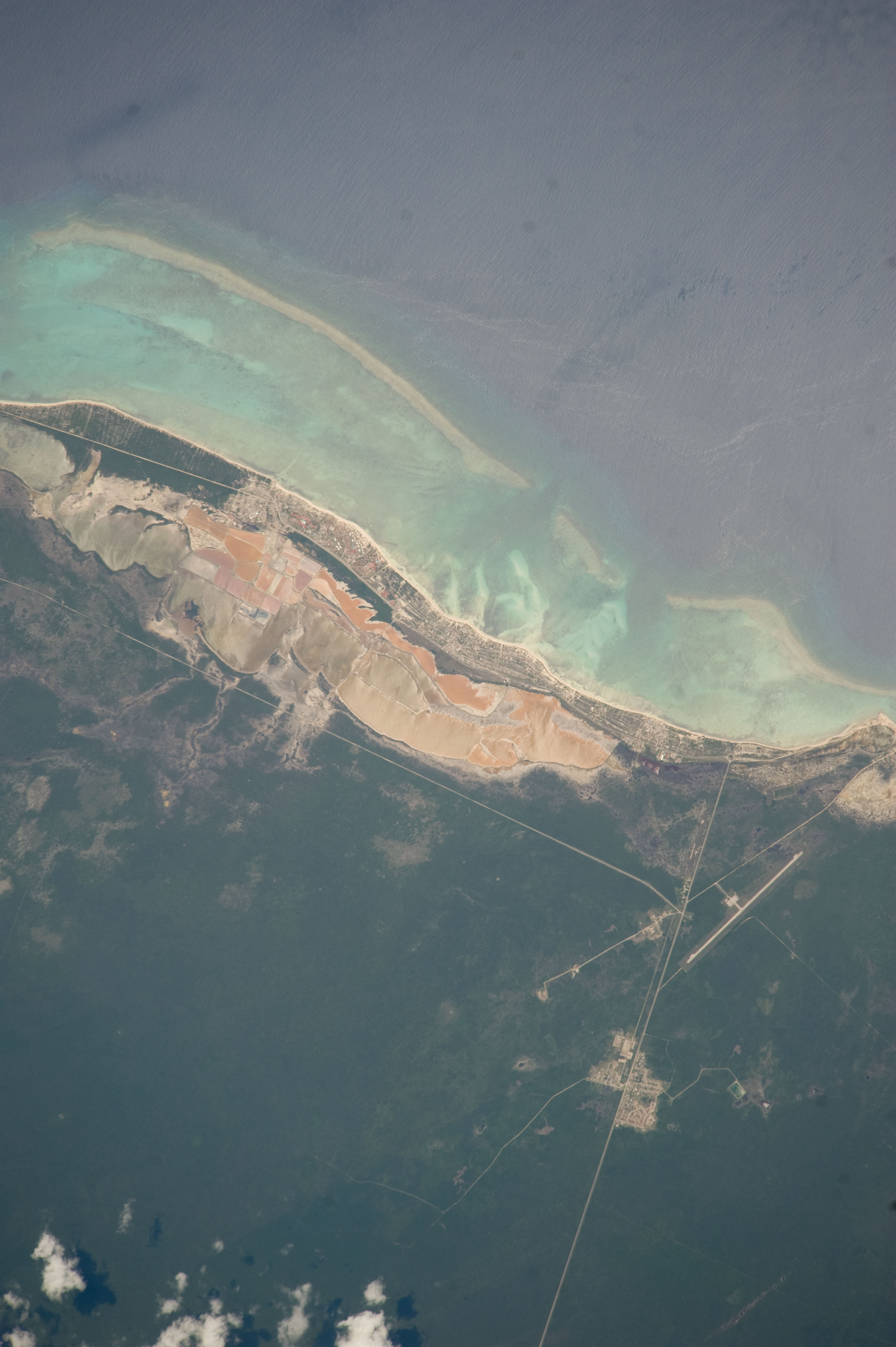
Playa Santa Lucía et l'aéroport à l'est.

### Divisions administratives
La municipalité comprend sept consejos populares :
- Los Micros
- Zona Industrial
- No 1-Tarafa
- Centro Histórico
- San Miguel
- Camalote
- Playa Santa Lucía (es)

## Population
En 2022 la population de la municipalité est estimée à 59 483 habitants. Pour une surface de 1 372 km2, la densité est de 43,34 habitants/km².

## Histoire
La vaste baie de Nuevitas est probablement aperçue par Christophe Colomb en 1492, au cours de son premier voyage. En 1514, Diego Velázquez de Cuéllar tente d'y fonder un établissement, mais se heurte à des conditions naturelles défavorables. Fondée en 1775, Nuevitas est un port de cabotage en 1780, avec un bureau de douanes en 1783. Nuevitas est déplacée à son emplacement actuel en 1828. Elle reçoit le statut de ville en 1886. Nuevitas n'est pas une très grande ville, mais c'est l'une des plus importantes de Cuba pour son activité commerciale et industrielle.

## Économie
Nuevitas est un centre industriel important pour le marché du sucre, et d'autres produits agricoles en provenance de ses environs. Elle possède également une industrie assez diversifiée dont le ciment. C'est un important carrefour routier.
Le port de Nuevitas est en régression d'activité très importante. La fabrique de ciment étant en fin de vie, les exportations de ciment le sont également.
Sur Nuevitas se trouve la Playa Santa Lucía (es), un des sites touristiques les plus célèbres de Cuba. Pour y accéder par route depuis Nuevitas, il faut cependant contourner la baie de Nuevitas avec un détour d'environ 60 km. 

L'aéroport Joaquín de Agüero (en), dit aussi aéroport de Santa Lucía, se trouve à l'est de Playa Santa Lucia.

## Personnalités
- Joel Lamela, sprinter né à Nuevitas en 1971.
- Armando Coroneaux, footballeur international cubain, né à Nuevitas en 1985.